# Карстен Форстерлінг
Карстен Форстерлінг  (англ. Karsten Forsterling, 21 січня 1980) — австралійський веслувальник, олімпійський медаліст.
Призер чемпіонату світу.

## Виступи на Олімпіадах
| Олімпіада           | Дисципліна     | Місце |
| ------------------- | -------------- | ----- |
| Лондон 2012         | четвірка парна | 3     |
| Ріо-де-Жанейро 2016 | четвірка парна | 2     |

## Зовнішні посилання
- Досьє на sport.references.com [Архівовано 16 грудня 2012 у Wayback Machine.]
- Карстен Форстерлінг на сайті Міжнародної федерації веслувального спорту

1. ↑  Forsterling Karsten